# Тимофей (Торрес Эскивель)
Епи́скоп Тимофе́й (исп. Obispo Timoteo в миру Луис Антонио Торрес Эскивель исп. Louis Antonio Torres Esquivel; род. 29 апреля 1969, Колумбия) — архиерей Константинопольской православной церкви, епископ Ассоский (с 2020), викарий Мексиканской митрополии, миссионер.

## Биография
Был крещён в православии в монастыре святого Дионисия Олимпского.
Окончил богословский институт Аристотелевского университета в Салониках.
Служил на границе Колумбии и Венесуэлы, активно помогая нищим и бездомным.
31 августа 2020 года Священным синодом Константинопольской православной церкви был избран для рукоположения в сан епископа Ассоского, викария Мексиканской митрополии.
5 октября 2020 года в соборе Святого Георгия на Фанаре состоялось официальное объявление о выборах, после чего состоялась личная встреча архимандрита Тимофея с патриархом Константинопольским Варфоломеем.
8 ноября 2020 года в Успенском храме Боготы был хиротонисан в сан епископа Ассоского. Хиротонию совершили: митрополит Мексиканский Афинагор (Анастасиадис), архиепископ Мексики Алексий (Пачеко-Вера) (Православная церковь в Америке) и епископ Меринский Афинагор (Перес Гальвис).